# Splendrillia resplendens
Splendrillia resplendens é uma espécie de gastrópode do gênero Splendrillia, pertencente a família Drilliidae.